# Mount Bradshaw
Mount Bradshaw ist ein 2240 m hoher Berg im Norden des ostantarktischen Viktorialands. In den Bowers Mountains ragt er 6 km nordwestlich des Ian Peak an der Nordostseite des Firnfelds am Leap Year Glacier auf.
Der  New Zealand Antarctic Place-Names Committee benannte ihn 1983 nach dem neuseeländischen Geologen John Dudley Bradshaw von der University of Canterbury, Mitglied der geologischen Mannschaften der von 1974 bis 1975 und von 1981 bis 1982 durchgeführten Kampagnen im Rahmen des New Zealand Antarctic Research Program.